# 100 років з часу створення Кобзарського хору (монета)
«100 ро́ків з ча́су ство́рення Кобза́рського хо́ру» — ювілейна монета номіналом 5 гривень, випущена Національним банком України, присвячена Кобзарському хору — українському музичному професійному колективу, створеному у 1918 році під керівництвом бандуриста Василя Ємця. З Кобзарським хором пов'язують свою історію Національна заслужена капела бандуристів України імені Г. І. Майбороди та Українська капела бандуристів ім. Тараса Шевченка (має осередок у місті Детройт, США). Кобзарське мистецтво вражає прагненням до самобутньої самодостатності та духом нескореності. Діяльність колективів популяризує культурну спадщину України, за що свого часу обидва колективи стали лауреатами Національної премії України імені Тараса Шевченка.
Монету введено в обіг 18 жовтня 2018 року. Вона належить до серії «Інші монети».

## Опис монети та характеристики
| Номінал грн. | Метал      | Маса, г | Діаметр, мм | Якість виготовлення       | Гурт     | Тираж, штук |
| ------------ | ---------- | ------- | ----------- | ------------------------- | -------- | ----------- |
| 5            | нейзильбер | 16,54   | 35,0        | спеціальний анциркулейтед | рифлений | 40 000      |

### Аверс
На аверсі монети розміщено: угорі на дзеркальному тлі напис «УКРАЇНА», під яким — малий Державний Герб України, по обидва боки від якого роки: «1918» та «2018», на рельєфному тлі номінал монети — «5 ГРИВЕНЬ», під яким стилізована композиція: на тлі квіткового орнаменту — сім бандур; по колу написи: «ВИТОКИ» o «КОБЗАРСЬКИЙ ХОР» (угорі); «НАЦІОНАЛЬНА ЗАСЛУЖЕНА КАПЕЛА БАНДУРИСТІВ УКРАЇНИ ІМ. Г. І. МАЙБОРОДИ»; логотип Банкнотно-монетного двору Національного банку України (ліворуч).

### Реверс
На реверсі монети розміщено символічну композицію: стилізований фрагмент бандури зі струнами, праворуч — вінок, над яким напис: «ПОВІЙ, ВІТРЕ, НА ВКРАЇНУ…». По колу написи: «УКРАЇНСЬКА КАПЕЛА БАНДУРИСТІВ ПІВНІЧНОЇ АМЕРИКИ ІМ. ТАРАСА ШЕВЧЕНКА, ВИТОКИ o КОБЗАРСЬКИЙ ХОР o 1918».

## Автори

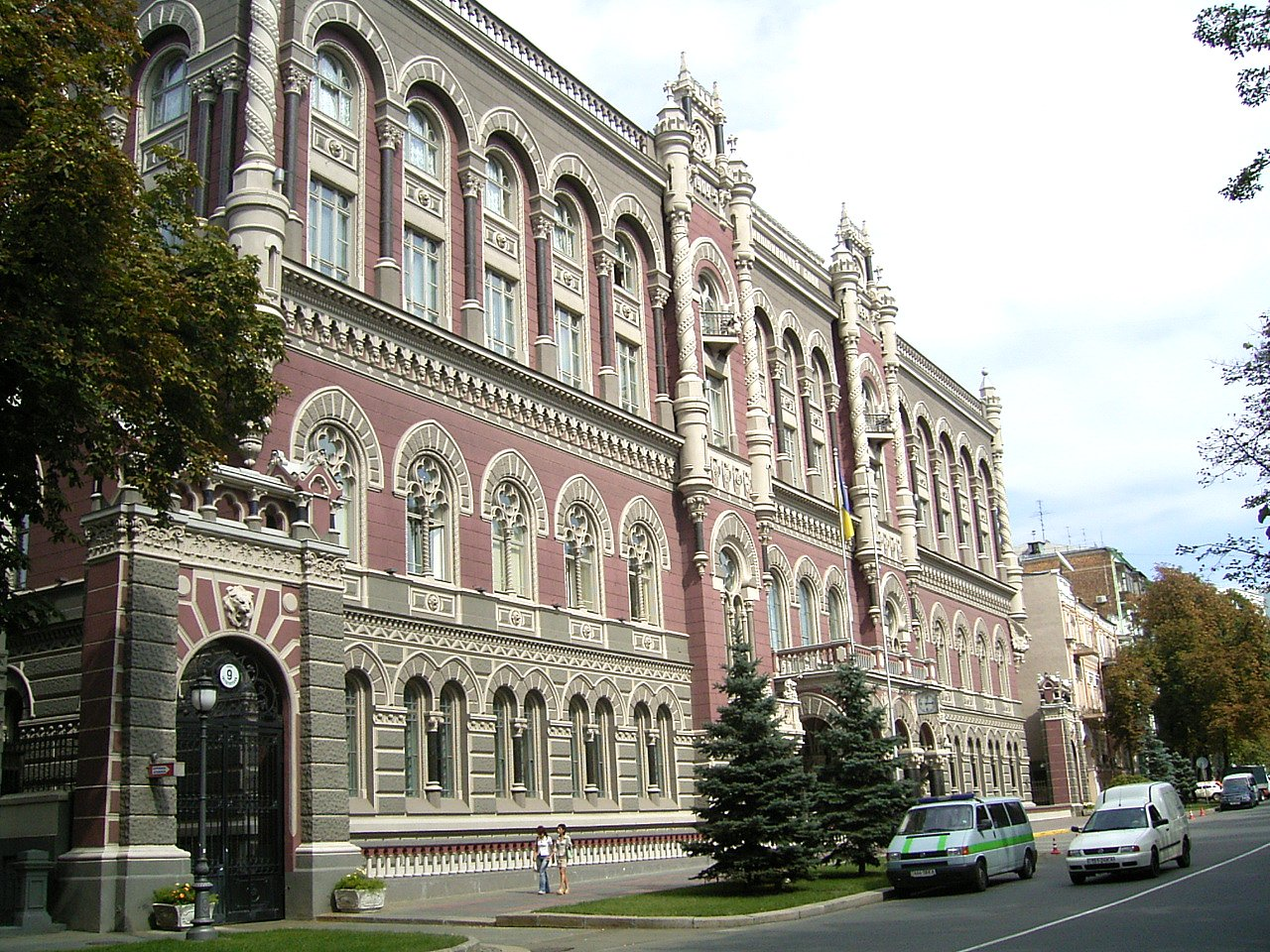
Будівля Національного банку України

- Художники: Таран Володимир, Харук Олександр, Харук Сергій.
- Скульптор — Атаманчук Володимир.

## Вартість монети
Під час введення монети в обіг 2018 року, Національний банк України реалізовував монету через свої філії за ціною 51 гривня.
Фактична приблизна вартість монети, з роками змінювалася так:
| Рік        | 2019 | 2020 | 2021 | 2022 | 2023 | 2024 | 2025 |
| ---------- | ---- | ---- | ---- | ---- | ---- | ---- | ---- |
| Ціна, грн. | 55   | 60   | 60   | 60   | 75   | 120  | 140  |